# Jean-Joseph Giraudy
Pour les articles homonymes, voir Giraudy (homonymie).
Jean-Joseph Giraudy, né le 15 avril 1737 à Roquemaure (Gard) et mort le 16 juillet 1817, est un homme politique français.

## Biographie
Homme de loi à Roquemaure, il est député du Gard à l'assemblée législative de 1791. Il est nommé procureur général à la cour d'Appel de Nîmes sous le Consulat.

## Sources
- « Jean-Joseph Giraudy », dans Adolphe Robert et Gaston Cougny, Dictionnaire des parlementaires français, Edgar Bourloton, 1889-1891 [détail de l’édition]